# Taron Margarian
Taron Margarian ou Daron Margaryan (en arménien Տարոն Մարգարյանը), né le 17 avril 1978 à Erevan, est un homme politique arménien, membre du Parti républicain d'Arménie (PRA). Il est maire d’Erevan de 2011 à 2018. 

## Biographie
Il est le fils de l'ancien Premier ministre Andranik Margarian.
De 2001 à 2003, Taron Margarian travaille au sein du Comité d’immobilier du cadastre auprès du gouvernement de la République d'Arménie en tant que spécialiste senior en immobilier, puis chef de département (district de Nor Nork).
En 2003, il est nommé adjoint du chef du département de gestion des ressources naturelles auprès du ministère de l’Écologie.
En 2005, à l’âge de 27 ans, il est élu préfet du district d’Avan et réélu à son poste en 2008. Pendant son mandat, le district d’Avan a été reconnu deux fois de suite « meilleur district en Arménie ».

### Maire d’Erevan
En 2009, il est élu membre du conseil municipal d'Erevan, puis premier adjoint au maire, Karen Karapetian. Après la démission de ce dernier, il est élu pour lui succéder le 15 novembre 2011 par le conseil municipal.
En 2013, Taron Margarian est en tête de la liste électorale du Parti républicain d'Arménie (PRA), avec son slogan « Pour un meilleur Erevan » lors des élections municipales du 5 mai 2013. À l'issue de celles-ci, le PRA détient 42 sièges au conseil municipal, Arménie prospère a 17 sièges et les 6 derniers représentent la coalition « Bonjour, Erevan ».
Après l'arrivée au pouvoir de Nikol Pachinian en mai 2018, lors de la révolution arménienne, les bureaux de la mairie font l'objet de perquisitions qui révèlent des pratiques de corruption à grande échelle. Le 9 juillet suivant, Margarian démissionne de son mandat de maire.

### Les principales orientations de son activité
Après être élu au poste du maire d’Erevan, Taron Margarian a mis en place une politique de développement symétrique de la capitale. Pendant les années de son exercice, des établissements sportifs, culturels, ainsi que des bibliothèques ont été construits et reconstruits ou rénovés dans tous les districts d’Erevan, des systèmes de chauffage central ont été installés ou modernisés dans les écoles maternelles, primaires et secondaires, les écoles maternelles publiques sont devenues gratuites.
À l’initiative de Taron Margarian, en 2013 des travaux de rénovation ont débuté dans le zoo municipal, jamais rénové depuis sa création. La superficie du parc zoologique s’est agrandie de 9 hectares, en atteignant 16 hectares. La coopération avec le secteur privé a permis de créer ou de recréer des parcs publics.
Sous Taron Margarian d’importants travaux ont été effectués dans le domaine de la reconstruction des infrastructures routières. En coopération avec la Banque asiatique de développement les travaux de construction de la route périphérique, qui déchargera considérablement le trafic  à Erevan, sont actuellement en cours. Les systèmes d’éclairage urbain ont été modernisés, des ampoules LED sont largement utilisées pour l’éclairage urbain. 
Les technologies d’information et le système de gestion électronique sont devenus des outils indispensables pour les pouvoirs municipaux d’Erevan. 
Taron Margarian est très actif sur le réseau Facebook et réagit en temps réel aux questions et commentaires des habitants d’Erevan. En mars 2016, il a donné une conférence de presse sur ce réseau social après y avoir récolté plus de cent questions. 
En 2014, l’école d’administration et de relations publiques de l’Université Rutgers de New Jersey a classé Erevan parmi les villes au développement le plus rapide du monde. Dans ce classement, selon l’indicateur de la gestion électronique de documents, Erevan est précédée de Séoul, New York, Hongkong et Singapour.

### Problèmes et critiques
Les problèmes qui ont suscité des critiques autour de la personne de Taron Margarian en tant que maire d’Erevan, relevaient le plus souvent des domaines de l’architecture et du patrimoine architectural de la capitale, de la qualité du transport public, de la gestion de l’immobilier (pour ce qui était notamment de l’état délabré de certains immeubles habités), de l’organisation du service sanitaire.
Parmi les problèmes architecturaux sont particulièrement ceux concernant la démolition des vieux bâtiments, dont le Marché couvert et le bâtiment de l’Imprimerie numéro 1. Ce dernier avait été privatisé avant que Taron Margarian soit entré en fonction. Son nouveau propriétaire l’a démoli en le faisant sauter et Taron Margarian s’est vu critiquer pour ne pas avoir pu l’empêcher.
Le  problème de la qualité du transport public, y compris la décision de la mairie de revoir les tarifs du transport public en hausse,  a souvent fait l’objet de critiques. En 2013, Taron Margarian a dû rappeler cette décision.
Le problème des immeubles qui risquaient de s’effondrer, touchait 650 familles vivant dans des appartements situés dans ces immeubles. Le programme de repeuplement initié par la mairie qui s’est déroulé en quatre phases, a permis de construire des appartements neufs pour ces familles, et, en décembre 2015, les dernières familles ont déménagé dans leurs nouveaux appartements.
Le problème du service sanitaire a été résolu en 2014, lorsqu’une compagnie libanaise, Sanitek, a répondu à l’appel d’offre de la Mairie d’ Erevan.  Une nouvelle culture d’organisation de services sanitaires a ainsi été instaurée : depuis, le service sanitaire est accompli 24 heures sur 24, Sanitek a un parc de plus d’une centaine de camions sanitaires modernes, des poubelles ont été installées dans tous les districts d’Erevan
Taron Margarian n’a pu échapper aux critiques pour le fait qu’étant un haut fonctionnaire, il n’a jamais fait son service militaire (selon l’article 12 de la Loi sur la fonction publique de la RA,  les personnes n’ayant pas fait leur service militaire ne peuvent pas être nommées à un poste de la fonction publique). Quant à Taron Margarian, il a obtenu son sursis du service militaire pour poursuivre des études universitaires et a été définitivement dispensé du service militaire à partir du moment où il est devenu père de deux enfants (selon l’article 13 de la Loi sur le service militaire de la RA).

### Coopération avec les villes françaises et la francophonie
Sous Taron Margarian, des relations de coopération très étroites ont été nouées avec d’autres villes et capitales, les visites et les échanges culturels sont réguliers. Des relations de coopération se développent notamment avec les villes et communes françaises,,. En octobre 2016, la maire de Paris, Anne Hidalgo, s’est rendue à Erevan pour une visite officielle dans le cadre des célébrations du 2798e anniversaire de la capitale arménienne.
Ces dernières années, Erevan participe activement à la Francophonie. En octobre 2015, la capitale arménienne a accueilli la 31e session de la Conférence ministérielle de la Francophonie,.

## Récompenses
- « Pour les services rendus à la Patrie », médaille de 1er degré (2016).
- « Mesrop Machtots », médaille remise par le Président de la République du Haut Karabakh (2016).
- Médaille d’or du Ministère de l’Éducation et de la Science (2016).
- Médaille du Collège militaire « Pokr Mher » (2016).
- Médaille d’or de l’Université Khatchatour Abovian, remise par le recteur de l’établissement (2015).
- « Mécène des arts », médaille d’honneur de l’École du Théâtre et du Cinéma (2015).
- Médaille d’or de l’Union Générale Arménienne de Bienfaisance (2015).
- « Pour la coopération », médaille du Comité des Juges d’instruction remise par son Président (2015).
- Médaille d’or de la Chambre de commerce d’Erevan (2015).
- Médaille du Ministère de l’Agriculture (2015).
- Médaille de la Bibliothèque Avétik Issahakian (2015).
- Médaille du Ministère des États d’urgence (2014).
- « Chahamir Chahamirian », médaille du ministère de la Justice (2014).
- Médaille du Ministère de la Défense de la République du Haut Karabakh (2014).
- Médaille du Conseil International des Musées pour la contribution aux musées municipaux.
- « Pour les services rendus à la Patrie », médaille de 2e degré remise par le président de la RA (2013).
- Médaille « Anania Chirakatsi » (2008).
- Médailles « Andranik Ozanian » (2011) et « Garéguine Nejdeh » (2008) remises par le ministère de la Défense.
- Médaille d’honneur de l’Assemblée nationale (2011).
- Médaille d’or de la mairie d’Erevan (2008).
- Médaille d’or de l’université agricole d’Arménie.
- Médailles « Fridtjof Nansen » et « Aigle de Lernahayastan ».
- Médaille « Vazgen Sargsyan » remise par l’union Yerkrapah
- Médaille « Pour la contribution aux démocraties locales » remise par l’Union des communes d’Arménie.

## Famille
Taron Margarian est le fils de l’un des anciens premiers ministres de l'Arménie, Andranik Margarian. Il est marié et a 5 fils et 1 fille.